# Barbus zanzibaricus
Barbus zanzibaricus és una espècie de peix cipriniforme de la família dels ciprínids.

## Morfologia
Els mascles poden assolir els 9,7 cm de longitud total.

## Distribució geogràfica
Es troba a Kenya i Somàlia.